# マリー＝ソフィー・ヒンデルマン
マリー＝ソフィー ・ヒンデルマン（Marie-Sophie Hindermann、1991年5月15日 - ）は、ドイツのバーデン＝ヴュルテンベルク州テュービンゲン出身の女子体操競技選手。
地元シュトゥットガルトで開催された2007年世界体操競技選手権では段違い平行棒5位、団体総合10位となった。
2008年北京オリンピックの代表に17歳で選出され、床で79位、段違い平行棒と平均台で74位、個人総合で55位、団体総合で12位に入っている。
オリンピック後、アキレス腱の手術を受けて1年以上をリハビリに費やした 。
2009年からドイツ連邦軍スポーツグループに所属。
2010年、ヨーロッパ選手権において国際体操連盟は、身長174センチメートルと大柄な彼女のパフォーマンスを十分に発揮させるため段違い平行棒の高さを10センチメートル高くする特例を認めた。